# Moviment (rellotge)
|  | Per a altres significats, vegeu «Moviment (desambiguació)». |

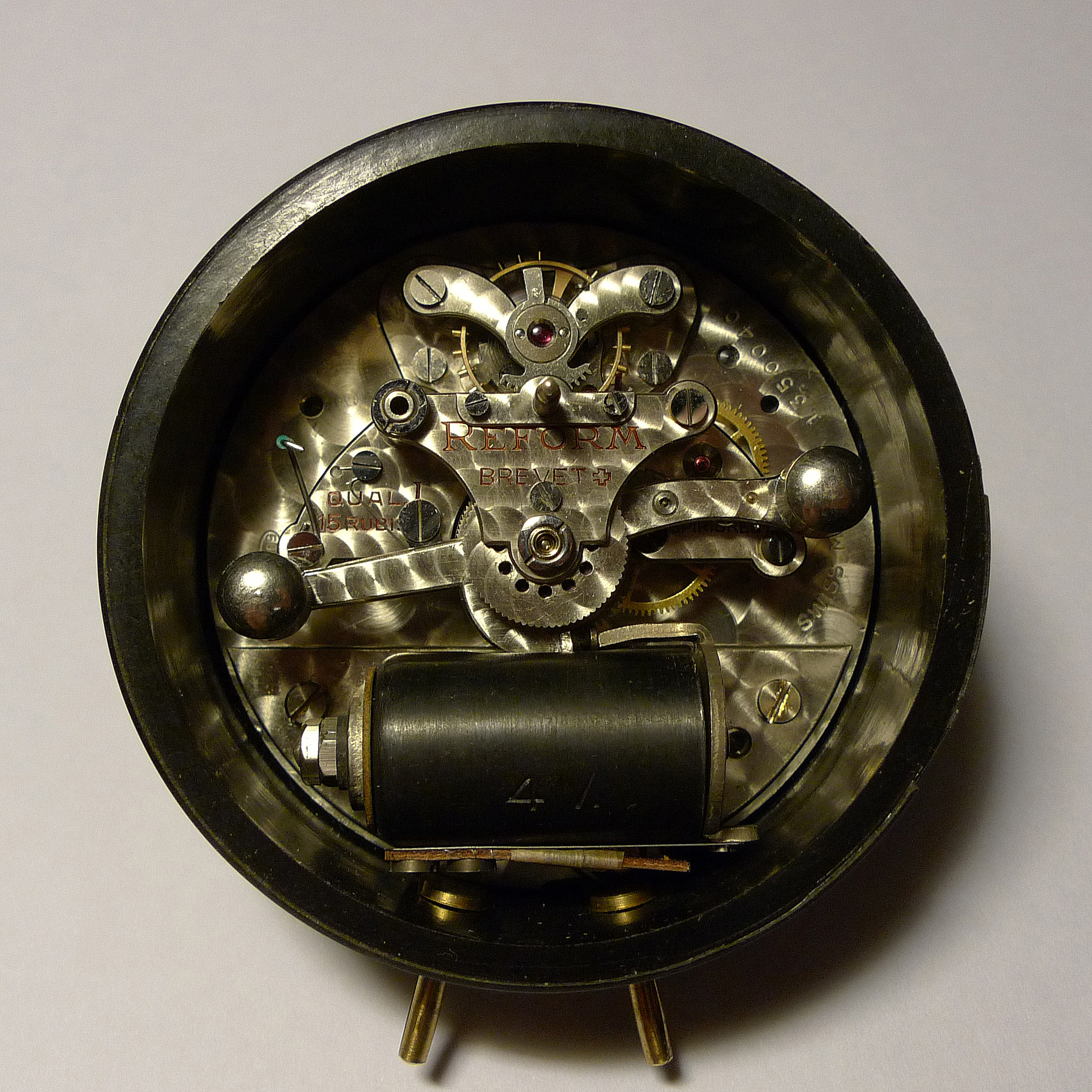
Moviment electromecànic de bobina d'un rellotge Suïss.

Un moviment, en rellotgeria, és el conjunt de totes les peces que permeten fer funcionar un rellotge. Cada tipus de moviment es qualifica amb una nomenclatura d'acord amb la seva forma i valua, sota el títol de «calibre», per exemple el «Valjoux 7750».
Les dimensions d'un moviment es mesuren en mil·límetres, però els rellotgers utilitzen també la « línia », antiga mesura equivalent a 2,255 mil·límetres i designada pel símbol ’’’. De mitjana, un moviment mecànic simple té unes 130 peces.

## Moviment mecànic amb corda manual
Un moviment és constituït elements mecànics donant la unitat de temps. L'escapament regula l'energia emmagatzemada al tambor o en la pujada dels pesos. El tambor conté la molla reial, que es remunta manualment per l'intermediari de la tija del bobinatge, i que emmagatzema l'energia mecànica del moviment.

## Moviment mecànic amb corda automàtica

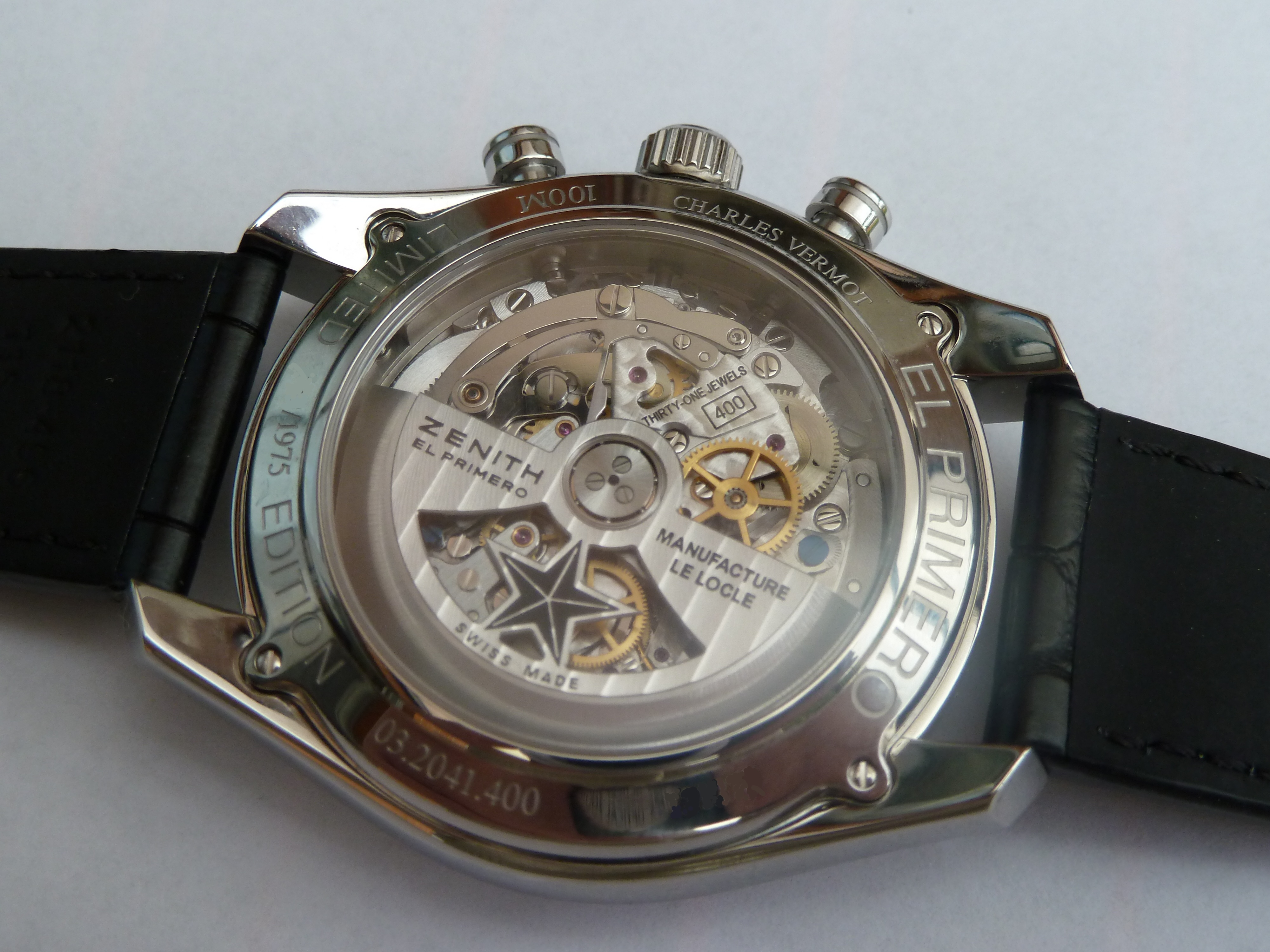
Fons transparent d'un rellotge Zenith. Són visibles la massa oscil·lant i el conjunt del moviment

El moviment automàtic té la mateixa funció que el moviment mecànic manual, però el re-muntatge de la molla prové d'una massa oscil·lant equipada amb un embragatge doble invertit que tramet la força al tambor.

## Moviments derellotge de torre
Article principal: Rellotge de torre
Moviments de grans rellotges públics en edificis com ajuntament, escola, castell, església o monestir.

## Moviments electromecànics

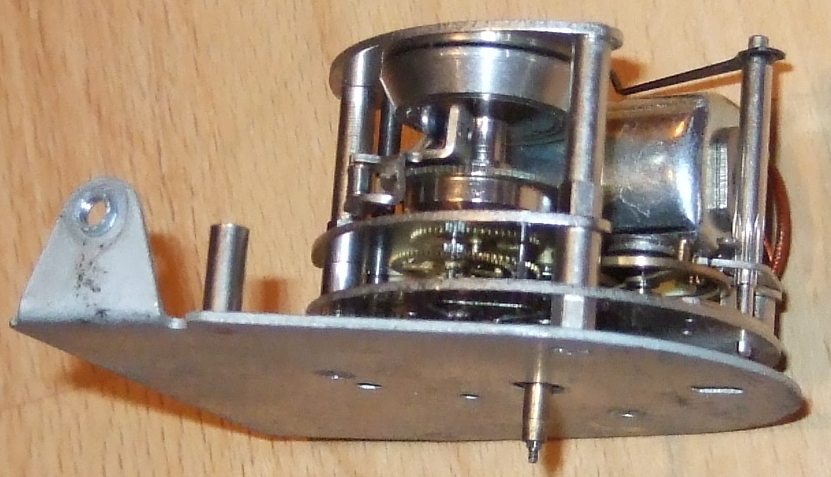
Kienzle

### Moviments mecànics amb bobinatge elèctric
Entre altres sistemes, es van utilitzar motors elèctrics o electroimants per al control automatitzat de moviments convencionals, incloent els rellotges de torre.

### Moviments síncrons i motors pas a pas
El moviment de rellotge síncrons és un motor síncron que acciona els elements de visualització com busques, rodes numerades o plaques amb números que cauen en un display mitjançant uns engranatges. Els rellotges fills, extreuen impulsos del rellotge mare i els utilitzen per controlar un motor pas a pas o sincronitzar les seves busques accionades per motors pas a pas, funcionen de manera similar a les xarxes de rellotges. Els rellotges alimentats per bateries utilitzen motors d'estalvi d'energia com el motor pas a pas Lavet.

## Moviment de quars
Moviment electrònic amb una base de temps garantida per un conjunt oscil·lant regulat per un cristall de quars. L'energia és subministrada per una pila elèctrica. La freqüència de ressonància del quars és llavors la referència de temps. Un moviment de quars té una deriva de l'ordre de 0,1 ppm (parts per milió, és a dir, 0,3 s/mes, amb cristall de 30KHz), quan la deriva d'un moviment mecànic varia entre 10 s/dia i 6 s/mes.